# Sympathy for Delicious
Sympathy for Delicious è un film del 2010 diretto da Mark Ruffalo.
Pellicola statunitense che segna il debutto da regista dell'attore Mark Ruffalo.